# Honda CR-X
O Honda CR-X (denominado como Honda Ballade Sports CR-X no Japão) é um automóvel esportivo compacto produzido pela Honda. A primeira geração foi vendida fora do Japão como Honda Civic CR-X.
O CRX possuía um motor de 130 cv, tração dianteira e 2+2 lugares, tendo sofrido um restyle em 1987 e produzido até 1991. O CR-X tornou-se popular devido à sua performance, condução apurada, e excelentes consumos. A versão de 1992 foi designada em alguns mercados como CR-X del Sol.
O motor original de 1330 cc permitia-lhe consumos muito baixos, mais de uma década antes de se falar em automóveis híbridos. Este motor permitia consumos de 41 mpg em cidade e 50 mpg em circuito extra-urbano.

## Galeria
- Primeira geração (1983-1987)
- Segunda geração (1987-1991)